# ريتشارد ستورس ويليس
ريتشارد ستورس ويليس (بالإنجليزية: Richard Storrs Willis)‏ هو صحفي وملحن أمريكي، ولد في 10 فبراير 1819 في بوسطن في الولايات المتحدة، وتوفي في 7 مايو 1900.

## وصلات خارجية
- ريتشارد ستورس ويليس على موقع ميوزك برينز (الإنجليزية)
- ريتشارد ستورس ويليس على موقع أول ميوزيك (الإنجليزية)
- ريتشارد ستورس ويليس على موقع ديسكوغز (الإنجليزية)